# Теракт у Новому Орлеані
1 січня 2025 року, приблизно о 3:15 ночі за центральноамериканським часом, пікап в'їхав у великий натовп на вулицях Бурбон і Канал у Новому Орлеані, штат Луїзіана, США. Водій вийшов із автомобіля і почав стріляти з гвинтівки, після чого був смертельно поранений поліцейськими. Інцидент стався під час святкувань Нового року в місті. Загалом загинули одинадцять людей, включно з нападником, а щонайменше 36 осіб отримали поранення, серед них двоє поліцейських, які були підстрелені.
Федеральне бюро розслідувань (ФБР) ідентифікувало водія як Шамсуд-Діна Джаббара, уродженця США, який проживав у Х'юстоні, Техас. На задній частині пікапа було знайдено прапор ІДІЛ. ФБР розглядає напад як акт тероризму. Також ведеться розслідування у зв'язку з вибухом автомобіля біля Trump International Hotel Las Vegas, який стався того ж дня і має схожі характеристики із цим нападом.

## Передумови
Федеральні правоохоронні та розвідувальні органи попередили місцеву поліцію про можливість атак із застосуванням транспортних засобів напередодні свят. У 2017 році міська влада також звернула увагу на ризик масових інцидентів, включаючи можливість атаки з використанням автомобіля у Французькому кварталі, і планувала впровадження додаткових заходів безпеки в цьому районі.
Американські посадовці висловлювали занепокоєння з приводу можливих індивідуальних нападів, а також спроб гілки «Ісламської держави» у Хорасані завербувати нових членів через онлайн-пропаганду та радикалізацію вразливих груп населення.
Святкування Нового року в місті включали вечірки на Бурбон-стріт і парад до футбольного матчу Sugar Bowl 2025 — однієї з найважливіших спортивних подій у Новому Орлеані. Гра була запланована на вечір 1 січня на стадіоні Сізарс Супердоум між командами Georgia Bulldogs та Notre Dame Fighting Irish. Правоохоронці посилили заходи безпеки в підготовці до цих подій, зокрема використовуючи дрони у Французькому кварталі.

## Атака
Водій об'їхав поліцейський автомобіль та барикади, які мали захищати Бурбон-стріт, і почав збивати людей вздовж трьох кварталів між Канал-стріт та Конт-стріт.
Очевидці критикували міську владу, зазначаючи, що металеві барикади, встановлені для запобігання проїзду автомобілів, не були підняті під час нападу. Суперінтендант поліції Нового Орлеана Енн Кіркпатрік визнала, що поліція знала про їхні можливі несправності, але використовувала інші барикади. Оригінальні барикади, які могли зупинити автомобілі, зняли для ремонту перед матчем Sugar Bowl. Вона також зазначила, що нападник намагався «збити якомога більше людей». Після зіткнення з підйомною платформою водій вийшов з автомобіля і почав стріляти. Поліцейські відповіли вогнем, унаслідок чого двоє офіцерів отримали поранення. Свідки та офіційні особи повідомили, що нападник використовував штурмову гвинтівку, а також мав пістолет. Очевидці зазначали, що він був одягнений у військову амуніцію. У перестрілці нападника вбили, а на місці події вилучили гвинтівку AR та пістолет.
Білий пікап Ford F-150 Lightning, використаний під час атаки, був орендований через додаток Turo. Автомобіль бачили в Амблі, Техас, вранці напередодні атаки, а пізніше — у місті Бейтаун, Техас, коли він рухався на схід по автомагістралі I-10 у напрямку Нового Орлеана. Автомобіль належав чоловікові з Х'юстона. На причепі вантажівки було прикріплено прапор Ісламської держави.

## Жертви
Щонайменше 15 осіб, включно з нападником, загинули, як повідомив коронер Нового Орлеана Дуайт МакКенна. Ще щонайменше 35 осіб отримали поранення, деякі з них — у критичному стані. Одразу після нападу рятувальники доставили 30 постраждалих до п'яти місцевих лікарень, тоді як інші самостійно звернулися за медичною допомогою. За словами начальниці поліції Енн Кіркпатрік, більшість постраждалих — місцеві мешканці.
Поліція зазначила, що імена загиблих будуть оприлюднені після завершення процесу їх ідентифікації. Водночас деякі жертви вже були впізнані їхніми родинами через соціальні мережі. Станом на 2 січня сім загиблих було ідентифіковано: п'ятеро чоловіків та дві жінки. Наймолодшими з них були 18-річний палестино-американець та 18-річна дівчина з Міссісіпі.

## Наслідки
Центр возз'єднання було створено в Університетському медичному центрі Нового Орлеана, де, за даними поліції, перебували 26 поранених.
Багато готелів у районі були евакуйовані, а працівників готельно-ресторанного бізнесу, які повинні були вийти на роботу наступного ранку, не допускали в район події. Напад також вплинув на проведення важливих спортивних подій: матч Sugar Bowl 2025 року, що є частиною College Football Playoff сезону 2024—2025, мав відбутися на арені Сізарс Супердоум о 19:45 за місцевим часом 1 січня, але був перенесений на 15:00 наступного дня через тривалі перевірки безпеки. В той же час місцеві організатори заявили, що переглянуть заходи безпеки для проведення Super Bowl LIX, який має відбутися в Новому Орлеані наступного місяця, але першочерговим завданням залишається реагування на напад.
Будівлю мерії Нового Орлеана закрили для відвідувачів 2 січня, щоб зменшити транспортне навантаження. Представник Sugar Bowl повідомив, що перед початком матчу вшанують пам'ять жертв хвилиною мовчання.

## Підозрюваний

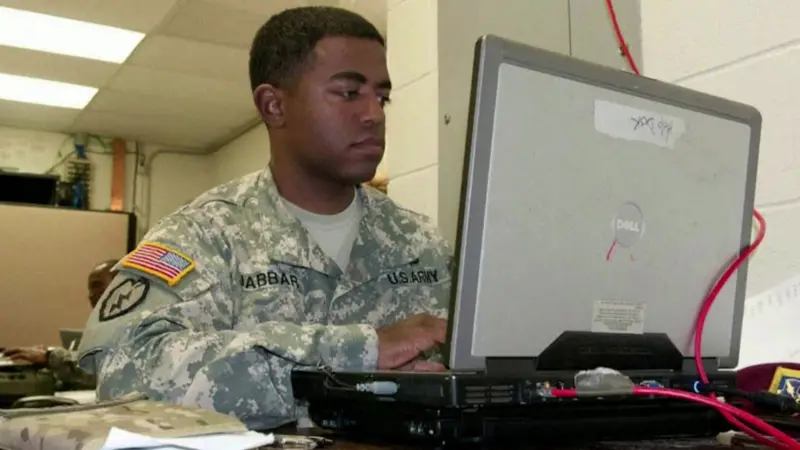
Джаббар під час служби в армії

ФБР ідентифікувало водія вантажівки як Шамсуд-Діна Бахара Джаббара, 42-річного громадянина США, який народився в Техасі та проживав у районі Х'юстона в окрузі Гарріс на момент нападу. Раніше він мешкав у місті Бомонт. Джаббар прослужив у Збройних силах США десять років, виконуючи обов'язки фахівця з кадрів та інформаційних технологій. У 2009 році він проходив службу в Афганістані, досягнувши звання штаб-сержанта, після чого був почесно звільнений зі служби. У 2015—2017 роках він навчався в Університеті штату Джорджія. У минулому він мав кримінальне минуле, мав арешти в 2002 році за дрібну крадіжку та у 2005 році за водіння з недійсними правами. Джаббар був двічі розлучений, що спричинило фінансові проблеми. У нього залишилися дві дочки віком 20 і 15 років на момент нападу. Його брат повідомив, що Джаббар прийняв іслам у молодому віці. Один із друзів зазначив, що близько 2017 року Джаббар почав «захоплюватися своєю вірою». Чоловік однієї з його колишніх дружин сказав, що за кілька місяців до нападу Джаббар поводився нестабільно.
За словами Алтеї Дункан, заступника спеціального агента ФБР Нового Орлеана, на початковому етапі розслідування вважалося, що Джаббар не діяв самостійно. Джерела ABC News повідомили, що поліція переглядала записи відеоспостереження, на яких, ймовірно, кілька осіб закладають потенційні вибухові пристрої перед атакою. Це наштовхнуло слідчих на думку, що у нього могли бути спільники. Однак 2 січня було повідомлено, що подальший перегляд відеозаписів показав, що сам Джаббар розміщував вибухові пристрої, і слідчі більше не вважали, що інші особи брали участь у підготовці чи здійсненні нападу.

## Розслідування
Федеральне бюро розслідувань очолює розслідування нападу і відкрило лінію для прийому інформації від громадян. Слідчі виявили дві трубчасті бомби всередині охолоджувачів на Бурбон-стріт, у кількох кварталах від місця нападу. Пристрої були оснащені механізмом детонації та підключені до бездротового пульта, знайденого в вантажівці. На місці події також було знайдено довгоствольну зброю з саморобним глушником. Бюро алкоголю, тютюну, вогнепальної зброї та вибухових речовин, Міністерство національної безпеки США та прокуратура Національного відділу безпеки разом із місцевою федеральною прокуратурою допомагають у розслідуванні. ФБР з'ясовує, чи мав підозрюваний зв'язок із зарубіжною терористичною організацією або був натхнений її діями. Під час поїздки з Техасу до Нового Орлеана підозрюваний записав відео, в якому обговорював ІДІЛ, своє розлучення і бажання вбити свою сім'ю. За інформацією слідчих, підозрюваний опублікував п'ять відео у своєму обліковому записі Facebook між 1:29 і 3:02 ночі перед тим, як розпочати напад приблизно о 3:15 ранку. ФБР також заявило, що ймовірні вибухові пристрої були знайдені в інших місцях Французького кварталу. Правоохоронці вважають, що ці пристрої могли бути розміщені іншою особою. На пресконференції ФБР заявило, що слідчі «не вірять, що Джаббар діяв сам», і вважають, що йому могли допомагати у підготовці нападу. Слідчі спочатку припускали, що підозрюваний мав спільників, однак пізніше ФБР заявило, що нападник діяв самотужки. Того ж дня сталася пожежа в Airbnb у районі Сент-Роч, який, як вважають слідчі, орендував підозрюваний.
Того ж ранку о 8:39 ранку Tesla Cybertruck вибухнула і загорілася біля Trump International Hotel у Лас-Вегасі, штат Невада. Одна людина загинула, семеро отримали поранення; цей інцидент розслідується ФБР як терористичний акт у зв'язку з нападом у Новому Орлеані. Повідомлялося, що підозрюваний також орендував автомобіль через додаток Turo, як і в попередньому випадку, і, як зазначалося, служив на тій самій військовій базі, що й нападник з Нового Орлеана. Однак пізніше ФБР заявило, що «немає чіткого зв'язку» між цими інцидентами.
Також поліція взяла під варту чоловіка, який перебував у будинку Джаббара на півночі Х'юстона.